# Sixième circonscription de la préfecture de Chiba
La sixième circonscription de la préfecture de Chiba (千葉県第6区, Chiba-ken dai-roku-ku) est l'une des quatorze circonscriptions législatives que compte la préfecture de Chiba au Japon.

## Description géographique
Entre 1994 et 2002, la sixième circonscription de la préfecture de Chiba regroupait la ville de Kamagaya et une partie des villes d'Ichikawa et Matsudo.
Entre 2002 et 2022, elle couvrait une partie des villes d'Ichikawa et Matsudo.
Depuis 2022, elle correspond à la seule ville de Matsudo,.

## Députés
| Législature | Début de mandat | Fin de mandat | Député élu              | Parti politique | Parti politique |
| ----------- | --------------- | ------------- | ----------------------- | --------------- | --------------- |
| 41e         | 1996            | 2000          | Hiromichi Watanabe (ja) |                 | PLD             |
| 42e         | 2000            | 2003          | Yukio Ubukata (ja)      |                 | PDJ             |
| 43e         | 2003            | 2005          | Yukio Ubukata (ja)      |                 | PDJ             |
| 44e         | 2005            | 2009          | Hiromichi Watanabe      |                 | PLD             |
| 45e         | 2009            | 2012          | Yukio Ubukata           |                 | PDJ             |
| 46e         | 2012            | 2014          | Hiromichi Watanabe      |                 | PLD             |
| 47e         | 2014            | 2017          | Hiromichi Watanabe      |                 | PLD             |
| 48e         | 2017            | 2021          | Hiromichi Watanabe      |                 | PLD             |
| 49e         | 2021            | 2024          | Hiromichi Watanabe      |                 | PLD             |
| 50e         | 2024            | -             | Junko Andō (ja)         |                 | PDC             |